# Сава Катрафилов
Сава Георгиев Катрафилов или Сава Киров Катрафилов е деец на българското националноосвободително движение, свещеник, член на щаба на Ботевата чета.

## Биография
Сава Катрафилов е роден в през 1836 г. в град Елена. Възпитаник на първото класно училище в България, Еленската даскалоливница. Завършва духовна семинария в Болград, Русия.
Работи като учител в с. Тодювци (1858), Търговище, Разград, Шумен, Бургас (училище Св. св. Кирил и Методий (1872 – 1875)), Малко Търново, Асеновград и други.
Приема свещенически сан и става архиерейски наместник в Разград.
Едновременно с това участва дейно в църковно-националната и революционна борба. Като учител в чирпанското с.Меричлери оглавява бунт срещу против появилите се там протестанти. Член на Чирпанския частен революционен комитет. Като учител в Хасково е съучастник в покушението срещу хаджи Ставри Примо. Член е на Айтоския частен революционния комитет.
През 1875 г. се отдава само на революционна дейност и преминава в Румъния. Събира малка чета, с която се присъединява към четата на Христо Ботев. Член на щаба. При стъпването на родна земя поп Сава Катрафилов произнася клетвата на четата.
Проявява голяма храброст в сраженията. Ранен е тежко в боя при рида Милин камък на 18 май 1876 г. Вероятно е доубит на място от турците.

## Памет
На Сава Катрафилов е наречена улица в квартал „Кръстова вада“ в София (Карта).